# Echinorhynchidae
Famille
Les Echinorhynchidae forment une famille d'acanthocéphales. 

## Liste des sous-familles
Selon ITIS (9 mai 2010) et World Register of Marine Species (9 mai 2010), elle comprend deux sous-familles :
- Echinorhynchinae Cobbold, 1876
- Yamagutisentinae Golvan, 1969